# Lidia Ostałowska
Lidia Ostałowska (ur. 9 stycznia 1954 w Warszawie, zm. 21 stycznia 2018) – polska dziennikarka, reportażystka, pisarka, działaczka społeczna.

## Życiorys
W 1977 ukończyła studia polonistyczne na Uniwersytecie Warszawskim. Pracowała jako dziennikarka w „Przyjaciółce” (1979-1980) i reporterka w „itd” (1980). W wyniku weryfikacji w czasie stanu wojennego została pozbawiona pracy. Współpracowała z podziemną „Solidarnością”, w latach 1984-1989 pracowała jako nauczycielka. W 1989 związała się z działem reportażu „Gazety Wyborczej”, gdzie pracowała do śmierci. Pisała o tych, którym trudniej – o mniejszościach narodowych i etnicznych, o kobietach, o młodzieży z subkultur i o wykluczonych.
Była jednym z fundatorów i członków rady Fundacji Itaka. Prowadziła wykłady na podyplomowych gender studies w Instytucie Badań Literackich PAN. Nominowana do Nagrody Literackiej Nike 2012 za Farby wodne.
Zmarła 21 stycznia 2018. Uroczystość pogrzebowa odbyła się 26 stycznia 2018 na Cmentarzu Wojskowym na Powązkach w Warszawie, a jej prochy zostały pochowane na Cmentarzu w Warszawie-Radości.

## Książki
- Cygan to Cygan, 2000, 2012
- Farby wodne, 2011
- Bolało jeszcze bardziej, 2012